# Tanque externo (transbordador espacial)

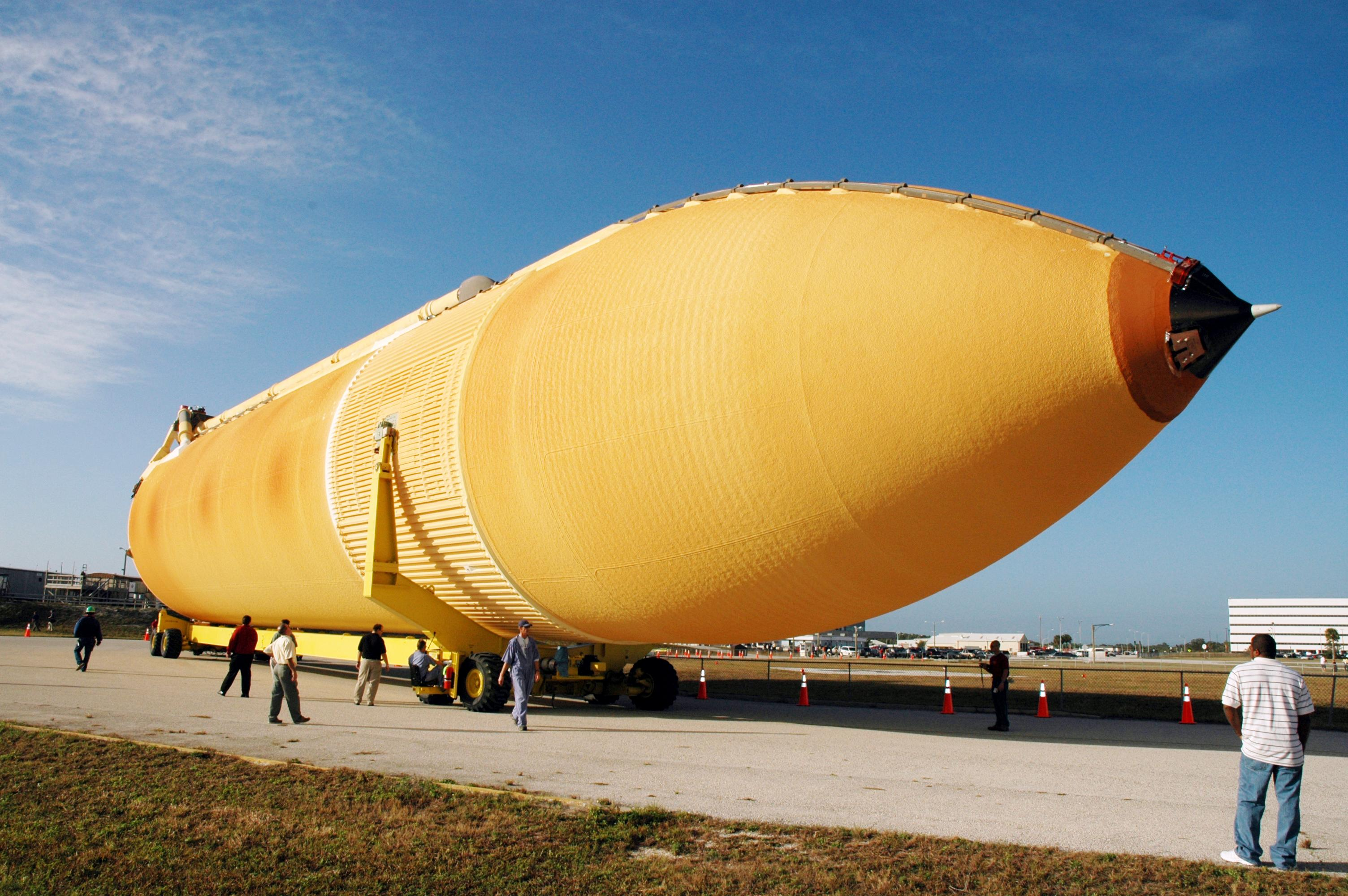
Un (ET) tanque externo del transbordador espacial en su camino al Edificio de ensamblaje de vehículos. (Image Credit: NASA/KSC).

El tanque externo (ET del inglés External Tank) del transbordador espacial es el componente del lanzador transbordador espacial que contiene el combustible (hidrógeno líquido), y el oxidante (oxígeno líquido). Durante el despegue y ascensión suministra el combustible y el oxidante bajo presión hacia los tres motores principales (SSME) del orbitador. El ET se desprende del transbordador 10 segundos después del MECO (apagado de los motores principales) (Main Engine Cut Off) donde se corta el flujo de combustible hacia los SSMEs, y vuelve a entrar a la atmósfera terrestre. Al contrario que los cohetes aceleradores, el tanque externo no es reutilizable. Estalla antes de impactar en el océano Índico (o el océano Pacífico lejos de las rutas marítimas conocidas; en el caso de seguir una trayectoria de lanzamiento tipo inserción directa, que es la usada en las últimas misiones) .

## Visión general

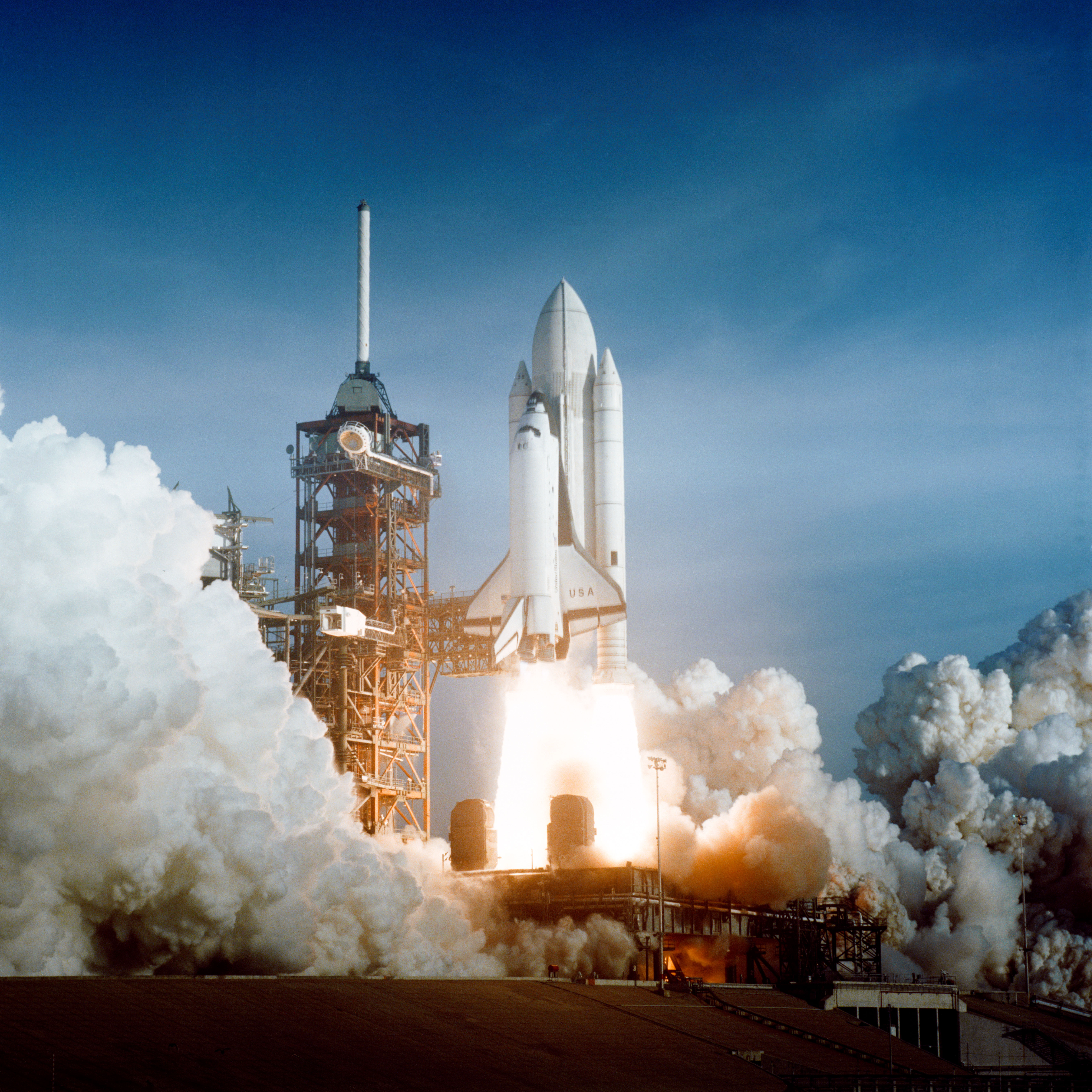
Despegue de la STS-1. El tanque externo fue pintado de blanco en los dos primeros lanzamientos del transbordador espacial. Desde la STS-3 en adelante, se ha dejado sin pintar.

El ET es el elemento más grande del transbordador espacial, y cuando está cargado, además es el más pesado. Tiene tres componentes principales:
- El tanque superior de oxígeno líquido (LOX).
- El tanque intermedio no presurizado que contiene la mayoría de los componentes eléctricos.
- El tanque inferior de hidrógeno líquido (LH2); es la parte más larga, aunque es relativamente ligera.

El tanque externo es la "columna" del transbordador durante el lanzamiento, proporcionando soporte estructural para el acoplamiento con los cohetes sólidos y el orbitador. El tanque está conectado a cada SRB por un punto de enganche delantero (usando una viga transversal a través del tanque intermedio) y un soporte de popa. Está conectado al orbitador por un bipod de enganche delantero y dos bipods de popa. En la zona de enganche de popa, hay además líneas de servicio (umbilicales) que transportan los fluidos, los gases, las señales eléctricas y la energía entre el tanque y el orbitador. Las señales eléctricas y los controles entre el orbitador y los dos cohetes aceleradores sólidos también son enviadas por estas líneas de abastecimiento.

## Evolución de los ET

### El tanque de peso estándar
El tanque original se conoce familiarmente como el tanque de peso estándar o SWT (Standard Weight Tank). Los dos primeros, usados en las misiones STS-1 y STS-2, se pintaron de blanco. Como medida para aligerar el transbordador, Lockheed Martin dejó de pintarlos a partir de la STS-3, dejando solo la imprimación base sobre el aislante color óxido y sin logotipos, ahorrándole aproximadamente 272 kg (600 libras) de peso.
Después de la STS-4, se eliminaron varios cientos de libras eliminando la línea anti-géiser. Esta línea iba paralela a la línea de suministro de oxígeno, proveyendo un camino para la circulación del oxígeno líquido. Esto reduce la acumulación del oxígeno gaseoso en la línea de suministro durante la carga del LOX previa al lanzamiento. Después de cargar los datos del propelente de pruebas desde tierra y de se hubieran evaluado las primeras misiones del transbordador, se suprimió la línea anti-géiser de las misiones posteriores. El diámetro y la longitud total del ET permanece invariable. El último tanque SWT, voló con la STS-7, con un peso inerte de 35.000 kg aproximadamente.

### El tanque ligero
Con el inicio de la misión STS-6, se introdujo un ET ligero (LWT). Este tanque se utilizó en la mayoría de los vuelos del transbordador, y fue usado por última vez en el trágico vuelo del transbordador espacial Columbia STS-107. Aunque los tanques varían ligeramente de peso, cada uno tiene un peso inerte de unos 30 000 kg (66 000 libras).
La reducción de peso del SWT se consiguió eliminando porciones de largueros (refuerzos estructurales a lo largo del tanque de hidrógeno), usando unos pocos anillos de refuerzo y modificando estructuras importantes en el tanque de hidrógeno. Además, para reducir su grosor se limaron partes importantes del tanque, y el peso de los enganches de popa del ET para los cohetes sólidos se redujeron mediante el uso de una aleación de titanio más ligera y fuerte pero menos costosa.

### El tanque superligero
El tanque superligero (SLWT) (Super Lightweight Tank) se usó por primera vez en 1998 en la STS-91 y desde entonces se ha estado usando salvo en dos excepciones (en la STS-99 y la STS-107). El SLWT es básicamente el mismo diseño del LWT salvo que usa una aleación de Aluminio y Litio (Al 2195) para una gran parte de la estructura del tanque. Esta aleación proporciona una reducción significativa del peso del tanque (~3.175 kg/7.000 lb) de diferencia con respecto al LWT. Las desventajas del SLWT son su elevado coste (~$5 millones) y el tiempo de producción (~4 meses) cuando lo comparamos con el LWT. Aunque todos los ETs producidos en las misiones recientes son variantes del SLWT, un LWT sigue en inventario y se puede usar en caso de ser necesario.

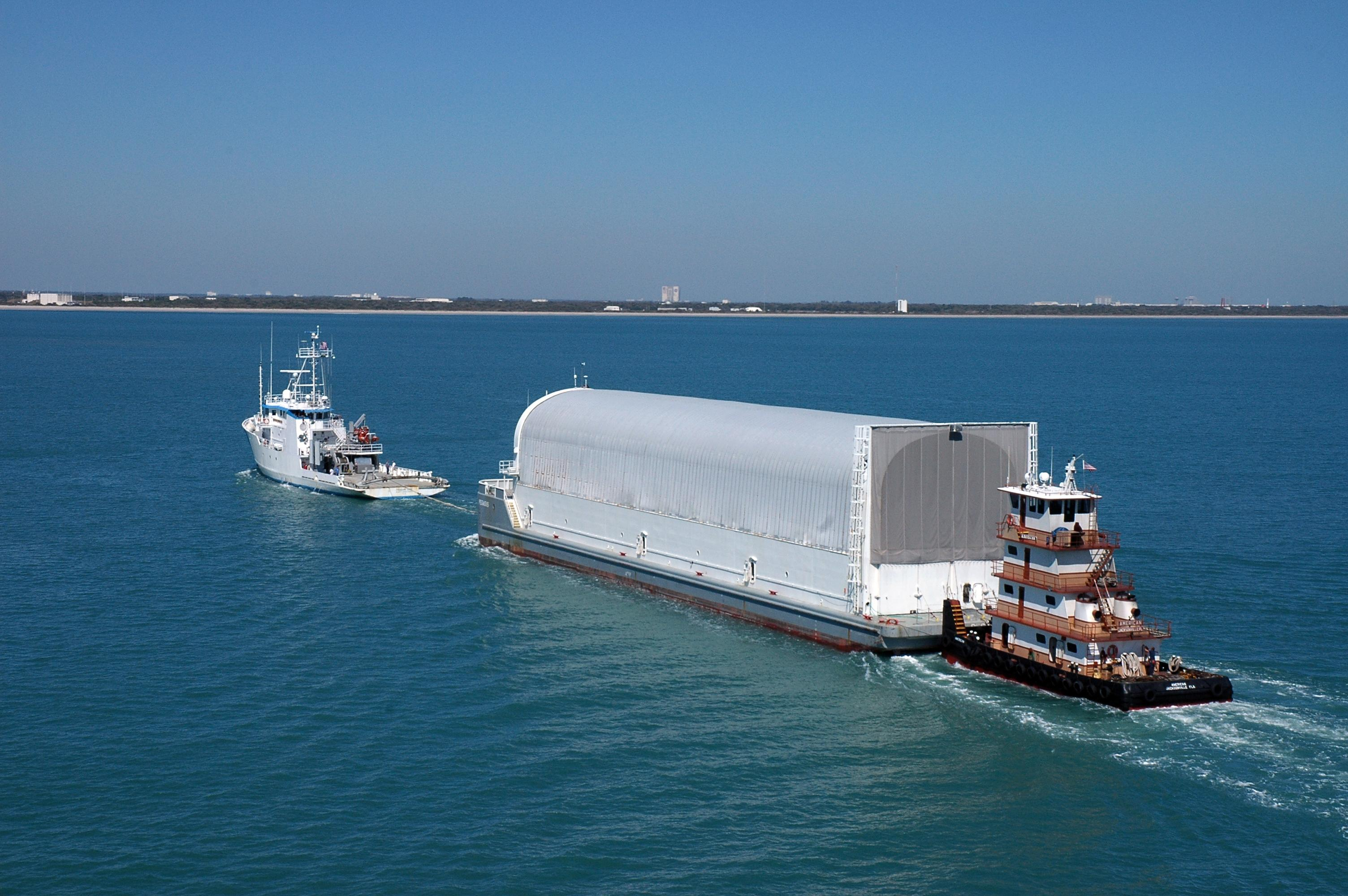
Barcaza remolcando el ET-119 hasta Port Canaveral.

### Datos técnicos
Especificaciones del SLWT
- Longitud: 153,8 ft (46,9 m)
- Diámetro: 27,6 ft (8,4 m)
- Peso vacío: 58,500 lb (26.559 kg)
- Peso bruto al despegue: 1,680 millones de lb (762.136 kg)

Tanque de LOX
- Longitud: 54,6 ft (16,6 m)
- Diámetro: 27,6 ft (8,4 m)
- Volumen (a 22 psig): 19.541.66 pies cúbicos; 146.181 gallones (553.355 litros)
- Masa de LOX (a 22 psig): 1.387.457 lb (629.340 kg)
- Presión de Operación: 20-22 psig (138-152 kPa (medida estándar))

Tanque intermedio
- Longitud: 22,6 ft (6,9 m)
- Diámetro: 27,6 ft (8,4 m)

Tanque de LH2
- Longitud: 97,0 ft (29,5 m)
- Diámetro: 27,6 ft (8,4 m)
- Volumen (a 29,3 psig): 52.881,61 pies cúbicos; 395.582 galones (1.497.440 litros)
- Masa de LH2 (a 29,3 psig): 234.265 lb (106.261 kg)
- Presión de Operación: 32-34 psia (221-235 kPa (absoluto))

## Contratista
El contratista para el tanque externo es Lockheed Martin (antes Martin Marietta), Nueva Orleans, Luisiana. El tanque es fabricado en la Michoud Assembly Facility, Nueva Orleans, y es transportado al Kennedy Space Center en una barcaza.

## Componentes
El ET tiene tres estructuras principales: un tanque de LOX, un tanque intermedio, y un tanque de LH2. Todos ellos están construidos de aleaciones de aluminio de recubrimiento con armazones de apoyo o estabilidad donde son requeridos. La estructura de aluminio del tanque intermedio utiliza travesaños de recubrimiento con armazones estabilizadores. Los materiales principales de aluminio usados para las tres estructuras son aleaciones 2195 y 2090. AL 2195 es una alleación Al-Li designada por Lockheed Martin y Reynolds para el almacenamiento de criogénicos. Al 2090 es una aleación disponible para su comercialización de Al-Li.

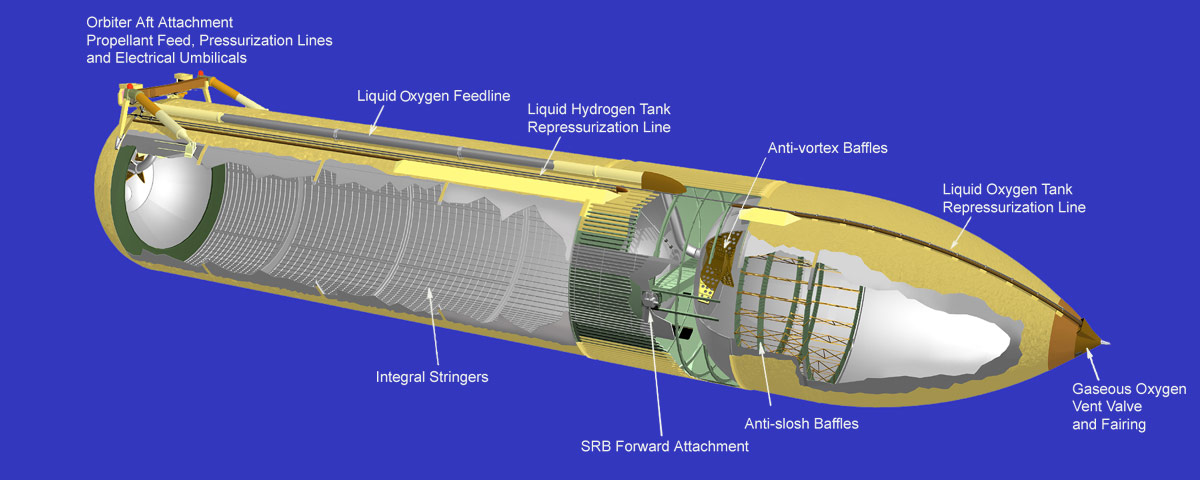
Un diagrama del corte de un Tanque Externo.

### Tanque de oxígeno líquido
El tanque de LOX está localizado en lo alto del ET y tiene una forma de ojiva para reducir la resistencia aerodinámica y el calentamiento por rozamiento. La sección del morro con forma de ojiva está tapado con una delgada cubierta de chapa desmontable y un cono de misil. El cono de misil consiste en un ensamblaje cónico desmontable que sirve como una carena aerodinámica para los componentes del sistema propulsor y eléctrico. La mayoría de elementos delanteros de funciones del cono del misil como una barra de aluminio pararrayos. El volumen del tanque de es de 19.744 pies cúbicos (559 metros cúbicos) a 22 psig (2,5 bar absolutas) y -183 °C (90 K, criogénico).
El tanque suministra el oxígeno líquido por una tubería de 17 pulgadas (430 mm) de diámetro transportándolo a través del tanque intermedio, y fuera del ET hacia desconexión umbilical de la popa derecha del ET/orbiter. La tubería de 17 pulgadas (430 mm) de diámetro permite que el oxígeno líquido fluya a aproximadamente 2.787 lb/s (1.264 kg/s) con los SSMEs funcionando al 104 % o permite un vuelo flujo máximo de 17.592 gal/min (1,1099 m³/s).
Todas las cargas exceptuando las cargas aerodinámicas se transfieren del tanque de LOX a una interfaz atornillada, unidad con bridas al tanque intermedio.
Además, el tanque de LOX incluye un deflector de escape interno y un deflector de vórtice para humedecer el derramado del fluido. El deflector de vórtice está montado sobre la válvula de escape de la alimentación de LOX para reducir los remolinos de fluido resultantes del demarramado y para prevenir la acumulación de gases en el LOX entregado.

### El tanque intermedio
El tanque intermedio es la estructura de unión de ET que conecta el tanque de LOX y el de LH2. Sus funciones principales son recibir y distribuir toda la carga del empuje desde los SRBs y transferir las cargas entre los depósitos.
Las dos juntas de agarre del SRB delantero están localizadas con 180° de separación sobre la estructura del tanque intermedio. A lo largo de su estructura se extiende una viga que está sujeta mecánicamente a las juntas de agarre. Cuando se encienden los SRBs, la viga se flexiona debido las elevadas cargas de tensión. Esas cargas serán transferidas a las juntas.
Contiguo a las juntas de agarre del SRB hay un aro principal de la estructura. Las cargas se transfieren desde las juntas al aro principal que entonces distribuye la carga tangencial al revestimiento del tanque intermedio. Dos paneles del revestimiento del tanque intermedio, llamados los paneles de empuje, distribuyen las cargas axiales concentradas del SRB a los tanques de LOX y de LH2 y a los paneles del revestimiento del tanque intermedio adyacentes. Esos paneles adyacentes se componen de seis paneles de largueros reforzados.
Además el tanque intermedio funciona como un compartimento protector para albergar la instrumentación operativa.

### El tanque de hidrógeno líquido

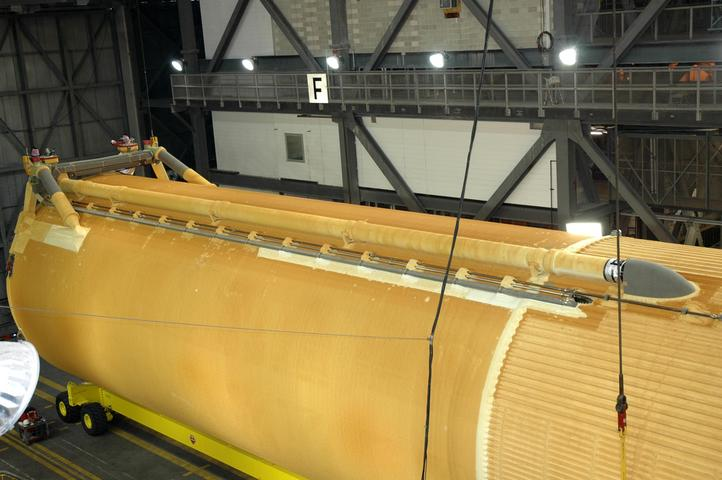
La tubería de alimentación de oxígeno líquido de 70 ft de largo, y 17 pulgadas de diámetro se extiende por el exterior a lo largo del lado derecho del tanque de hidrógeno líquido hasta el interior del tanque intermedio. Dos tuberías de represurización de 5 pulgadas de diámetro se extienden a su lado. Una suministra hidrógeno gaseoso al tanque de hidrógeno líquido y la otra suministra oxígeno gaseoso al tanque de oxígeno líquido. Se usan para mantener la presión de espacio sin rellenar en cada tanque durante el lanzamiento.

El tanque de LH2 es la parte inferior del ET. El tanque está construido con cuatro secciones de carga cilíndricas, una cúpula delantera, y una cúpula de popa. Las secciones de carga están unidas por cinco armazones principales con forma de anillo. Esos armazones con forma de anillo reciben y redistribuyen las cargas. El armazón delantero de la cúpula a la sección de carga distribuye las cargas aplicadas a través de la estructura del tanque intermedio y es además la pestaña para sujetar el tanque de LH2 al tanque intermedio. El anillo principal de popa recibe cargas inducidas por el orbitador de las barras de soporte de popa del orbitador y cargas inducidas del SRB de las barras de soporte de la popa del SRB. Los tres armazones de aros distribuyen las cargas del empuje del orbitador y las cargas de apoyo de las tuberías de LOX. Luego las cargas de los armazones son distribuidas a través de los paneles de revestimiento del cilindro. El tanque de LH2 tiene un volumen de 53.488 pies cúbicos (1514,6 metros cúbicos) a 3,02 baras absolutas (29,3 psig) y -253 °C (20,3 K, criogénico).
Las cúpulas delantera y de popa tienen la misma forma de elipse modificada. Para la cúpula delantera, cada vez más se han incorporado provisiones para la válvula de respiración del LH2, el conducto de presurización del LH2 adecuado, y el conector eléctrico atravesado apropiado. La cúpula de popa tiene un registro de personal apropiado para el acceso a la pantalla de los conductos de LH2 y un soporte adecuado para dichos conductos.
Además, el tanque de LH2 tiene un deflector de vórtice para reducir los remolinos resultantes al salir el líquido y para prevenir la acumulación de gases en el LH2 vertido. El deflector está localizado en el sifón de salida justo encima de la cúpula de popa del tanque de LH2. Esta salida transmite el hidrógeno líquido del tanque a través de un conducto de 17 pulgadas (430 mm) hasta el conducto de servicio izquierdo de popa. El índice de flujo del conducto de suministro de hidrógeno líquido es de 465 lb/s (211 kg/s) con los SSMEs a 104 % o a un flujo máximo de 47.365 US gal/min (2,988 m³/s).

### Sistema de protección térmico del ET

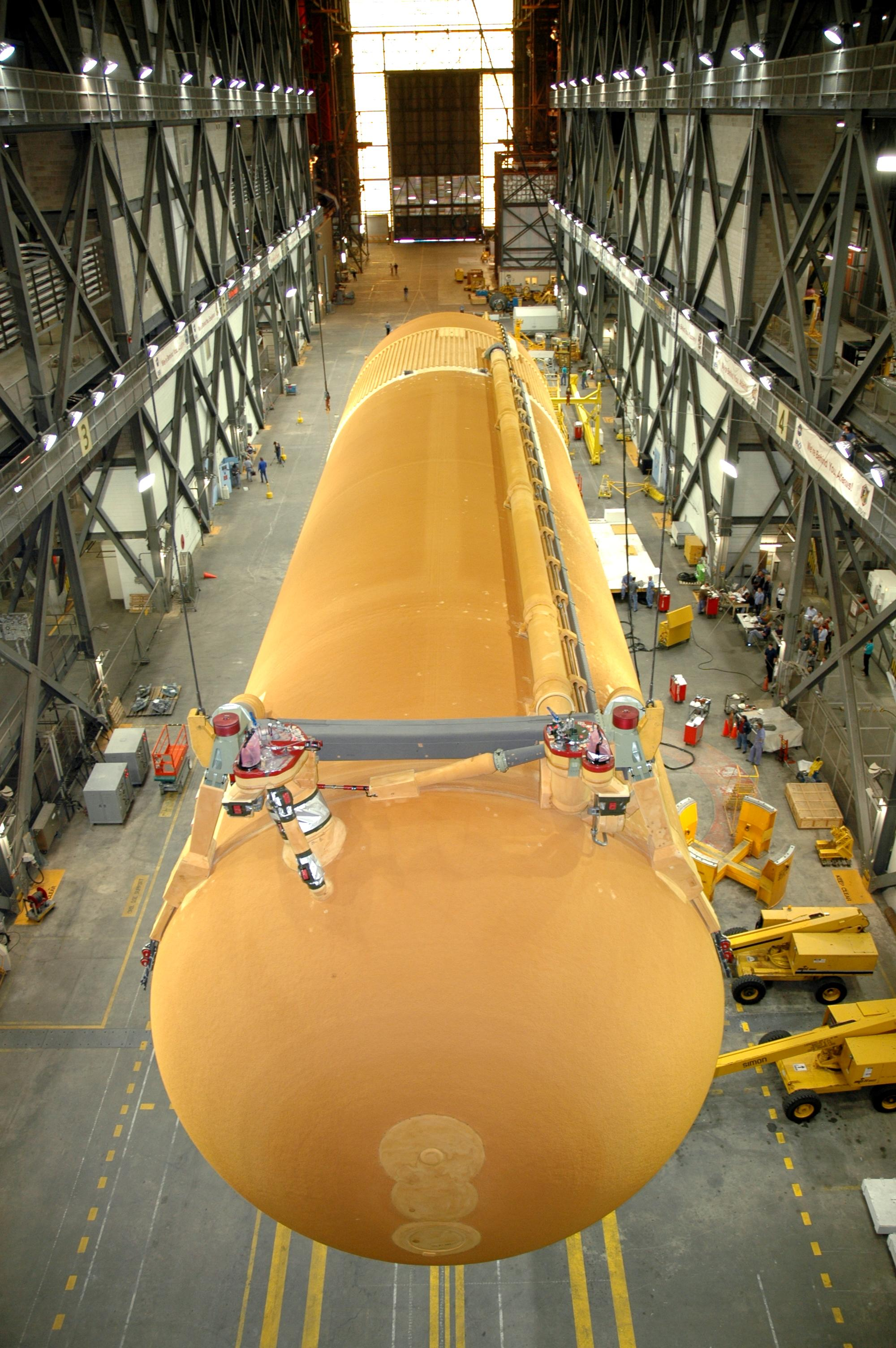
Sobre la parte trasera del tanque de hidrógeno líquido, están la interfaz de fijación del orbitador (Orbiter Attachment Hardware), el conducto umbilical de hidrógeno líquido (izquierda), y el conducto de oxígeno líquido (derecha).

El sistema de protección térmico del ET consiste principalmente en una espuma térmica aplicada foam y piezas prefabricadas de espuma y materiales "ablativos" moldeados previamente. Además el sistema emplea aislante térmico fenólico para descartar la licuefacción del aire. Los aislantes térmicos se necesitan para los enganches del tanque de hidrógeno líquido. Mientras que el calefactor de oxígeno líquido resulta tiene menos requisitos térmicos, el aluminio de las áreas del tanque delantero de oxígeno líquido requieren protección contra el calentamiento por el roce con el aire como en un escudo térmico. Mientras tanto el aislante de las superficies de popa evitan que el aire derrita el tanque intermedio. El cilindro medio del tanque de oxígeno, y los conductos del propelente, podrían resistir a la más profunda acumulación de escarcha a causa de la humedad prevista, pero el orbitador no podría verse expuesto al golpe de fragmentos de hielo libres. El sistema de protección térmico pesa 4.823 lb (2.188 kg).
El desarrollo del sistema de protección térmico de los ETs ha sido problemático. Las anomalías en la aplicación de la espuma fueron tan frecuentes que fueron tratadas como baches, y no incidentes de seguridad. La NASA había tenido dificultades para evitar que los fragmentos de espuma se desprendieran en el vuelo durante toda la historia del programa:
- STS-1, 1981: La tripulación informa que un material blanco desprendido pasa por la ventana durante el vuelo del tanque externo del orbitador. El tamaño estimado por los astronautas de dichos trozos va desde las 1/4-pulgadas hasta del tamaño de un puño. El informe posterior los describe como posibles pérdidas de espuma de localización desconocida, y la necesidad de reemplazar completamente 300 baldosas debido a varias causas.

- STS-4, 1984: Pérdida de la rampa PAL; Hubo que reemplazar completamente 40 baldosas.

- STS-5, 1982: Continuaron las pérdidas de un alto número de baldosas.

- STS-7, 1983: Fotografiada la pérdida de la rampa bípode de 50x30 cm, docenas de perdidas.[2]

- STS-27, 1988: Una gran perdida de origen incierto causa una pérdida total de baldosas. Cientos de pequeñas perdidas.

- STS-32, 1990: Fotografiada una pérdida de la rampa bípode; cinco perdidas puntuales de hasta 70 cm de diámetro, más daños en baldosas.[3]

- STS-50, 1992: Pérdida de la rampa bípode. Daños de 20x10x1 cm en las baldosas.[3]

- STS-52, 1992: Pérdida del jackpad, una porción de la rampa bípode. En total 290 marcas en baldosas, 16 más grandes que una pulgada.

- STS-62, 1994: Pérdida de una porción de la rampa bípode.

En 1995, el clorofluorocarburo-14 (CFC-14) comenzó a ser retirado de grandes áreas. Las espumas de dispersión a máquina conforme con la Agencia de Protección Ambiental de los Estados Unidos prohibió los CFC bajo la sección 610 del Decreto de Aire Limpio(en inglés). En su lugar, un hidroclorofluorocarburo conocido como HCFC 141b fue certificado para su uso e introducido en el programa del transbordador. Las espumas que quedaban, y particularmente destacables las piezas de impresión a mano, han continuado usando el CFC-14 hasta ahora. Estas áreas incluyen el problemático bípode y la rampa PAL, así como algunas instalaciones e interfaces. En particular para la rampa bípode, "el proceso de aplicar espuma a esa parte del tanque no había cambiado desde 1993." La "nueva" espuma que contenía HCFC 141b fue usada primero en la porción de la cúpula de popa del ET-82 durante el vuelo STS-79 en 1996. El uso del HCFC 141b se extendió al área de los TEs, o grandes porciones del tanque, comenzando con el ET-88, que voló en la STS-86 en 1997.
Durante el despegue de la STS-107, una pieza de espuma de aislamiento se desprendió del una de las rampas bípedas del tanque y golpeó el borde del ala principal del Transbordador Espacial Columbia a solo unos pocos cientos de millas por hora. Se cree que el impacto había dañado varias baldosas térmicas de carbón-carbón reforzado del extremo del ala principal, lo que permitió que el gas supercaliente entrara en la estructura del ala varios días después durante la reentrada. Esto condujo a la destrucción del Columbia y a la pérdida de su tripulación.
En 2005, el problema de los desprendimientos de espuma no se había remediado completamente; en la STS-114, las cámaras adicionales montadas en el tanque grabaron una pieza de espuma separada de una de sus rampas de Carga de Protuberancias de Aire (PAL)Protuberance Air Load, que están diseñadas para evitar que el aire inestable pase por debajo de las bandejas de cables y las líneas de presurización del tanque durante el ascenso. Las rampas PAL consisten en capas de espuma pulverizada a mano, y son una probable fuente de desprendimientos. Esa pieza de espuma no impactó contra el orbitador.
Los informes publicados simultáneos con la misión STS-114 sugieren que el excesivo manejo del TE durante las modificaciones y actualizaciones pudieron haber contribuido a la pérdida de espuma en la misión del Discovery en el reinicio de las operaciones de vuelo. Sin embargo, desde entonces varias misiones del transbordador (STS-121, STS-115, y STS-116) han sido dirigidas, todas con niveles de pérdidas "aceptables" de espuma. Sin embargo en la STS-118 una pieza de espuma (y/o hielo) de unos 10 cm de diámetro se separó del soporte de sujeción de la línea de alimentación del tanque, rebotando en una de las estructuras de popa y debajo del ala, dañando dos baldosas. El daño no fue considerado peligroso.